# Likodra (Krupanj)
Likodra (Krupanj) (em cirílico: Ликодра) é uma vila da Sérvia localizada no município de Krupanj, pertencente ao distrito de Mačva, na região de Rađevina. A sua população era de 703 habitantes segundo o censo de 2011.

## Demografia
| 1948  | 1953  | 1961  | 1971  | 1981  | 1991  | 2002 | 2011 |
| ----- | ----- | ----- | ----- | ----- | ----- | ---- | ---- |
| 1 338 | 1 347 | 1 313 | 1 305 | 1 220 | 1 052 | 874  | 703  |